# Мейер, Максим Михайлович
Макси́м Миха́йлович Мейер (род. 23 мая 1967, Москва, СССР) — российский политик, социолог, политолог, специалист по политической истории постсоветских стран. Сын историка-востоковеда М. С. Мейера, внук известного китаиста Р. В. Вяткина. Кандидат социологических наук (2001).

## Научная деятельность
Окончил Российский государственный гуманитарный университет (РГГУ) по специальности «историк-архивист». Защитил кандидатскую диссертацию «Механизмы и технологии формирования информационно-политической повестки дня в российских СМИ в 1996—2000 гг. : по материалам Фонда эффективной политики» в Институте социологии РАН в 2001 г. Преподавал на кафедре регионалистики Факультета мировой политики МГУ, а также кафедре стран постсоветского зарубежья РГГУ. Профессор кафедры ЮНЕСКО факультета политологии и международных отношений РГСУ, преподаватель на факультете политологии МГУ.

## Общественная деятельность
Общественную деятельность начал как участник неформального движения конца 1980-х годов. Был активным членом Клуба социальных инициатив (КСИ), клубов «Перестройка», «Демократическая перестройка», «Московская трибуна». Публиковался в газетах «Московские новости», «Независимая газета», «Коммерсантъ-Daily», журнале «Век XX и мир»; автор справочника по политологическим центрам (1992), соавтор справочника по политическим партиям.
В 1989 г. участвовал в создании первого российского информационного агентства «Постфактум», а также в 1990 г. еженедельника «Коммерсантъ». В 1995 году участвует в основании Фонда эффективной политики (ФЭП). Генеральный директор ФЭПа с марта 1997 г. Принимал участие в таких проектах ФЭПа как предвыборная кампания Конгресса русских общин на выборах в Государственную Думу РФ в 1995 г., президентская кампания Б. Н. Ельцина в 1996 г. В 1999 г. в ходе кампании по выборам в Госдуму третьего созыва работал с движением С. В. Кириенко «Новая сила», избирательным блоком «Единство». В 2000 г. участвовал в президентской кампании В. В. Путина.
С 2007 по 2011 г. директор программ СНГ фонда «Русский мир». Сотрудничал с фондом «Общественное мнение», Экспертным институтом социальных исследований (ЭИСИ).

## Государственная деятельность
Действительный государственный советник II класса. В июле 2000 г. был назначен заместителем начальника Главного управления внутренней политики Президента РФ, вышел в отставку в декабре 2001 г. В 2003 г. участвовал в выборах в Госдуму по 136-му одномандатному округу. Был помощником ряда депутатов Госдумы и помощником первого заместителя председателя Совета Федерации РФ.
Председатель экспертно-консультативного совета Федерального агентства по делам Содружества независимых государств, соотечественников, проживающих за рубежом и по международному гуманитарному сотрудничеству (Россотрудничество), участник Российско-турецкого форума общественности (РТФО).
С 2018 г. — советник министра экономического развития РФ.